# Escoles (Pont de Molins)
Escoles és un centre educatiu de Pont de Molins (Alt Empordà). L'edifici és una obra inclosa a l'Inventari del Patrimoni Arquitectònic de Catalunya. Situada dins del nucli urbà de la població de Pont de Molins, al bell mig del terme, a l'encreuament entre el carrer del Veïnat i el de la Muga (GI-5041).

## Descripció
Edifici aïllat de planta rectangular envoltat d'un pati delimitat per una tanca de pedra. Presenta la coberta de teula de dos vessants i està distribuït en un sol nivell. Totes les obertures de la façana principal, orientada a migdia, són rectangulars i presenten els ampits de rajola ceràmica vidrada i guardapols superior motllurat. Als extrems laterals del parament hi ha finestrals de grans dimensions mentre que a la part central de la façana, els finestrals són estrets i allargats, inclòs el portal d'accés a l'interior. El parament compta amb un sòcol de pedra sense treballar. Cal destacar la façana de tramuntana, donat que presenta un porxo adossat obert a l'exterior mitjançant grans arcs carpanells amb els emmarcaments arrebossats. La part central del porxo fou transformada per guanyar espai a l'interior de l'edifici.
La construcció està arrebossada i pintada de color groc.

## Història
Segons el fons documental del COAC, el projecte Escola Nacional va ser projectat per l'arquitecte Isidre Bosch i visat l'1 de juliol de 1933. Entre els anys 1933 i 1936 es va construir.
Actualment l'edifici acull l'Escola de Pont de Molins (CEIP Tramuntana) que està integrada en la ZER Empordà (configurat per les escoles rurals de Fortià, Garrigàs i l'Armentera).